# Барретт, Бьюден
Боден Джон Барретт (англ. Beauden John Barrett, родился 27 мая 1991 в Нью-Плимуте) — новозеландский регбист, выступающий на позициях флай-хава и фулбэка. Игрок сборной Новой Зеландии под номером 1115. В составе национальной сборной стал чемпионом мира в 2015 году. В 2016 году был признан регбистом года по версии World Rugby.

## Детство и юность
Барретт родился в городе Нью-Плимут, детство вместе со своими четырьмя братьями и тремя сёстрами провёл на ферме в Пунгареху, небольшом городе в Таранаки. С детства занимался регби в местных клубах, а в регби-15 впервые сыграл когда поступил в Фрэнсис Дуглас Мемориал Колледж.
После вызова в сборную Новой Зеландии по регби-7 на Мировую серию и дебюта за «Таранаки» в Кубке ITM, регбист попал в поле зрения скаутов «Олл Блэкс». Год спустя Барретта вызвали в сборную Новой Зеландии U20 на Молодёжный чемпионат мира по регби 2011, ставший для «Бэйби Блэкс» триумфальным; игрок провёл большую часть матчей выходя в основном составе на позиции фулбэка.

## Карьера

### Таранаки
Барретт дебютировал за «Таранаки» в Кубке ITM 2010 года, выйдя на замену в матче против «Нортленда», старший брат Бодена, Кейн, также присутствовал среди запасных на этом матче.
В Кубке ITM 2011 регбист заработал в общей сложности 29 очков, в том числе забив 9 пенальти в победном матче против «Бей-оф-Пленти» (39:33), что стало рекордом турнира. В том сезоне «Таранаки» занял третью позицию в чемпионате, попутно отобрав Трофей Рэнфёрли у «Саутленда», а в конце года Барретт был назван лучшим защитником клуба в 2011 году.
В 2012 году игрок провёл 4 матча за сборную региона, заработав для команды 60 очков, а сезоны 2013 и 2014 года пропустил. В следующий раз за «Таранаки» он выступил только в матче третьего тура против «Отаго», где несмотря на его качественную игру, команда проиграла со счётом 27:34.

### Харрикейнз
В конце 2010 года Барретт отклонил предложение «Блюз» и подписал контракт с «Харрикейнз». Регбист дебютировал в Блумфонтейне, выйдя на замену в матче против «Сентрал Читаз», закончившейся победой «кейнз» 50:47.
В 2012 году Барретт заработал 197 очков и побил клубный рекорд по количеству очков за сезон, установленный Йоном Престоном в 1997 году. В следующем сезоне игрок начинал все матчи в стартовом составе и заработал в общей сложности 186 очков.
В 2013 году Барретт продлил контракт с «Харрикейнз» на год, а в 2014 году, после интереса к игроку со стороны «Блюз», соглашение было переподписано на два года. В Супер Регби сезона 2014 года игрок провёл все 16 матчей за клуб и заработал 209 очков, 100 из которых уже к самому началу апреля, причём забивал в 86 % случаев.
В 2015 году Барретту пришлось пропустить ряд матчей из-за травм. После игры против «Крусейдерс» в мае он выбыл на месяц из-за разрыва боковых связок в правом колене. После восстановления от этой травмы, игрок травмировался вторично, на этот раз из-за растяжения икроножной мышцы. Барретт вернулся на поле в финале Супер Регби против «Хайлендерс», где его команда проиграла 14:21.
В 2016 году Барретт стал победителем Супер Регби. Финальный матч против «Лайонз» прошёл на домашнем стадионе «Харрикейнз» Веллингтоне. Хозяева победили со счётом 20:3, а Барретт занес попытку, выполнил две реализации и два штрафных. После завершения сезона регбист переподписал контракт с «Кейнз» до 2019 года.

## Международная карьера
В 2012 году Барретт попал в состав сборной Новой Зеландии в туре в Ирландию. 23 июня того же года дебютировал за «Олл Блэкс», выйдя на замену в матче против сборной Ирландии и заработав 9 очков; матч закончился 60:0 в пользу новозеландцев, всего же в том году он сыграл пять тестовых матчей.
В 2013 году регбиста вновь вызывают в состав на этот раз в тур во Францию. В матче против Франции Барретт занёс свою первую попытку за сборную, которая позже была признана лучшей попыткой 2015 года по версии Международной ассоциации игроков в регби.
В июне 2014 года Барретт сыграл в трёх матчах против сборной Англии, а в августе — 2 матча Кубка Бледислоу против сборной Австралии. Во всех пяти матчах игрок выходил на замену. В сентябре того же года регбист впервые вышел в основном составе «Олл Блэкс» в матче против Аргентины, где, несмотря на не лучшую точность при пробитии пенальти, поучаствовал в заносе трёх попыток прежде чем был заменён на 55 минуте.
Главный конкурент Барретта на тот момент — Аарон Круден — попал в центр скандала из-за своего неприемлемого поведения, поэтому следующие два матча Барретт начинал в основном составе. Всего же игрок заработал 30 очков (6 пенальти и 6 реализаций), чем поспособствовал выигрышу новозеландцами Чемпионата регби того года.
Игрок был вызван в сборную на Чемпионат мира 2015 года, где в финальном матче против сборной Австралии занёс попытку и помог новозеландской сборной завоевать свой третий титул чемпионов мира.

### Игры за сборную
Матчи:
| Соперник  | Матчей | В  | Н | П | % побед | Попыток | Реализаций | Пенальти | Дроп-голов | Очков |
| --------- | ------ | -- | - | - | ------- | ------- | ---------- | -------- | ---------- | ----- |
| Австралия | 10     | 8  | 1 | 1 | 80      | 2       | 9          | 5        | 0          | 43    |
| Англия    | 4      | 4  | 0 | 0 | 100     | 0       | 2          | 2        | 0          | 10    |
| Аргентина | 8      | 8  | 0 | 0 | 100     | 1       | 15         | 5        | 0          | 50    |
| Ирландия  | 3      | 2  | 0 | 1 | 66.67   | 0       | 6          | 2        | 0          | 18    |
| Италия    | 1      | 1  | 0 | 0 | 100     | 0       | 0          | 0        | 0          | 0     |
| Намибия   | 1      | 1  | 0 | 0 | 100     | 1       | 4          | 1        | 0          | 16    |
| Тонга     | 1      | 1  | 0 | 0 | 100     | 0       | 0          | 0        | 0          | 0     |
| Уэльс     | 5      | 5  | 0 | 0 | 100     | 5       | 9          | 3        | 0          | 52    |
| Франция   | 4      | 4  | 0 | 0 | 100     | 2       | 0          | 0        | 0          | 10    |
| Шотландия | 1      | 1  | 0 | 0 | 100     | 0       | 0          | 0        | 0          | 0     |
| ЮАР       | 8      | 7  | 0 | 1 | 83.33   | 4       | 13         | 6        | 0          | 64    |
| Япония    | 1      | 1  | 0 | 0 | 100     | 1       | 2          | 0        | 0          | 9     |
| Всего     | 47     | 43 | 1 | 3 | 91.49   | 16      | 60         | 24       | 0          | 272   |

Попытки:
| №      | Соперник  | Город                      | Стадион              | Турнир          | Дата       | Итог   |
| ------ | --------- | -------------------------- | -------------------- | --------------- | ---------- | ------ |
| 1      | Франция   | Крайстчерч, Новая Зеландия | Регби Лиг Парк       | Тестовый матч   | 15.06.2013 | Победа |
| 2      | Франция   | Нью-Плимут, Новая Зеландия | Йерроу Стэдиум       | Тестовый матч   | 22.06.2013 | Победа |
| 3      | ЮАР       | Йоханнесбург, ЮАР          | Эллис Парк           | Чемпионат регби | 05.10.2013 | Победа |
| 4      | Япония    | Токио, Япония              | Титибуномия          | Тестовый матч   | 02.11.2013 | Победа |
| 5, 6   | Уэльс     | Кардифф, Уэльс             | Миллениум            | Тестовый матч   | 22.11.2014 | Победа |
| 7      | Намибия   | Лондон, Англия             | Олимпийский стадион  | Чемпионат мира  | 24.09.2015 | Победа |
| 8      | ЮАР       | Лондон, Англия             | Туикенем             | Чемпионат мира  | 24.10.2015 | Победа |
| 9      | Австралия | Лондон, Англия             | Туикенем             | Чемпионат мира  | 31.10.2015 | Победа |
| 10     | Уэльс     | Веллингтон, Новая Зеландия | Уэстпак Стэдиум      | Тестовый матч   | 18.06.2016 | Победа |
| 11, 12 | Уэльс     | Данидин, Новая Зеландия    | Форсайт Барр Стэдиум | Тестовый матч   | 25.06.2016 | Победа |
| 13     | Австралия | Сидней, Австралия          | Австралия            | Тестовый матч   | 20.08.2016 | Победа |
| 14     | Аргентина | Гамильтон, Новая Зеландия  | Уаикато Стэдиум      | Тестовый матч   | 10.09.2016 | Победа |
| 15, 16 | ЮАР       | Дурбан, ЮАР                | Кингз Парк Стэдиум   | Тестовый матч   | 08.10.2016 | Победа |

## Личная жизнь
Барретт вырос в регбийной семье. Его отец Кевин провёл 15 матчей за «Харрикейнз» и 167 матчей за «Таранаки». Его старший брат Кейн — капитан «Таранаки» и бывший игрок «Блюз». Младшие братья Бодена тоже регбисты. Скотт — нападающий в «Кентербери» и «Крусейдерс», а Джорди — защитник «Харрикейнз».